# Гвоздево (Приморский край)
Гво́здево — село в Хасанском районе Приморского края, входит в состав Посьетского городского поселения.

## Географическое положение
Село находится в месте слияния рек Виноградная и Гладкая, в 4,5 км от их впадения в Бухту Новгородскую залива Посьета, на расстоянии 56 км (по автодорогам) от посёлка городского типа Славянка, административного центра района, и 220 км (по автодорогам) от города Владивосток, административного центра края.

## История
Село основано в 1938 год. Название дано в честь Героя Советского Союза Ивана Владимировича Гвоздева, погибшего в ожесточённой схватке во время Хасанских событий в 1938 году.

## Население
| 1989 | 2001 | 2002 | 2003 | 2004 | 2005 | 2006 |
| ---- | ---- | ---- | ---- | ---- | ---- | ---- |
| 850  | ↘800 | ↘652 | ↗660 | ↗670 | ↗700 | ↗720 |
| 2007 | 2008 | 2009 | 2010 | 2011 | 2012 | 2013 |
| ↘650 | ↗670 | ↘570 | ↘560 | ↘553 | ↗557 | ↗564 |
| 2014 | 2015 | 2016 | 2017 | 2018 | 2019 | 2020 |
| ↘548 | ↗549 | ↘532 | ↘523 | ↘505 | ↘483 | ↗493 |
| 2021 |      |      |      |      |      |      |
| ↘437 |      |      |      |      |      |      |

## Улицы
| - ул. 60 лет Октября, - ул. Заречная, - ул. Линейная, | - ул. Новая, - ул. Радиомаяк, - ул. Центральная. |

## Транспорт
Село связано автомобильной дорогой длиной 4 км с трассой А189 Раздольное — Хасан. Имеется железнодорожная станция на линии Барановский — Хасан.

## Достопримечательности
- Памятник Герою Советского Союза И. В. Гвоздеву[16].
- Японские воинские захоронения 1945—1947 годов.
- Безымянная братская могила 1945 года[17].